# Guerra urbana
La guerra urbana è la guerra moderna condotta in aree urbane quali città e metropoli. Convenzionalmente, le operazioni belliche condotte in centri abitati prima del XX secolo sono considerate guerra d'assedio.
La guerra urbana è assai diversa dal combattimento in campo aperto sia sul piano operativo sia sul piano tattico. Sono peculiari elementi di complicazione la presenza di civili e quella di edifici di ogni sorta.
Talora è difficile distinguere i civili da combattenti quali gli appartenenti a milizie armate o a gang, in particolar modo quando si tratti di soggetti che tentano "semplicemente" di difendere le proprie case dagli attaccanti. La tattica è complicata dalla spiccata tridimensionalità dell'"arena", dal limitato campo visivo (che si riflette, naturalmente, in modo analogo sulle direttrici di tiro) a causa di edifici, strutture innalzate dai difensori per occultarsi, varie opere (urbanistiche e/o di "sottoservizi") preesistenti al suolo, per non parlare della facilità con cui gli "assediati" possono ricorrere a trappolamenti ed a franchi tiratori.
Negli Stati Uniti sono comuni le abbreviazioni UO per Urban Operations e MOUT per Military Operations in Urban Terrain. Nel Regno Unito si usano: OBUA (Operations in Built-Up Areas) o FIBUA (Fighting in Built-Up Areas) o a volte FISH (Fighting In Someone's House). Il termine FOFO (Fighting in Fortified Objectives) si riferisce alla "bonifica" dalla presenza ostile di posti angusti e trincerati quali bunker, trincee ed altre fortificazioni; l'eliminazione di mine e cavi; il consolidamento delle teste di ponte in campo avverso.
Esempio classico della guerra urbana sono i combattimenti nella città di Stalingrado che si prolungarono con alterne vicende per oltre due mesi nell'area cittadina di Stalingrado durante la seconda guerra mondiale tra ingenti forze della Wehrmacht tedesca e dell'Armata Rossa sovietica. I soldati tedeschi denominarono Rattenkrieg ("guerra dei topi") la guerra urbana nelle rovine di Stalingrado. Altre cruente e durissime battaglie urbane durante il secondo conflitto mondiale furono la battaglia di Budapest e la battaglia di Berlino.
Nelle guerre del XXI secolo ci sono altri esempi di battaglie urbane; nella guerra in Iraq la seconda battaglia di Falluja, novembre-dicembre 2004, e la battaglia di Mosul, ottobre 2016-luglio 2017; nella guerra in Siria la battaglia di Aleppo, luglio-dicembre 2016, nella guerra Russia-Ucraina la battaglia di Mariupol, marzo-maggio 2022, e la battaglia di Bachmut, dal dicembre 2022 al maggio 2023.

## Operazioni

I resti del Reichstag dopo la sua conquista nel 1945.

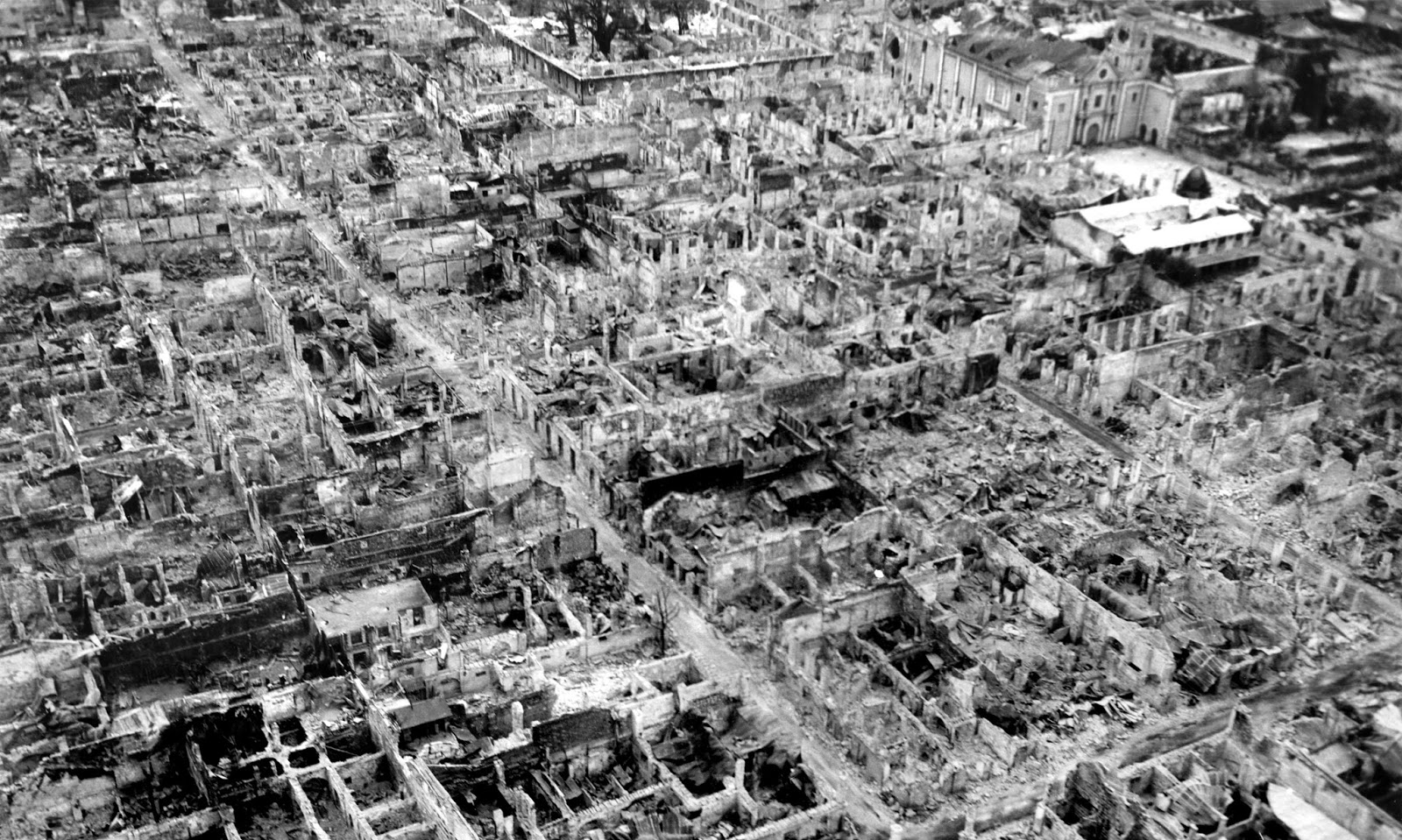
Manila, capitale delle Filippine, devastata dai combattimenti nel 1945.

Le operazioni militari della seconda guerra mondiale facevano affidamento su un imponente fuoco di artiglieria e sul supporto aerotattico che spaziava dall'intervento di caccia a quello dei bombardieri pesanti. In alcune operazioni urbane di speciale efferatezza, come a Stalingrado e Varsavia, si impiegò ogni arma, senza riguardo per le conseguenze. Tuttavia, nella liberazione di territori occupati, furono adottate delle limitazioni, specie negli insediamenti urbani. Ad esempio, le operazioni canadesi tanto ad Ortona quanto a Groninga rinunciarono all'uso dell'artiglieria, nel duplice intendimento di risparmiare civili e costruzioni.
I combattenti regolari sono tenuti ad osservare il diritto bellico, che s'impernia sulla nozione di necessità militare per determinare la quantità di forza applicabile in una zona notoriamente albergante civili. Fino agli anni 1970 la materia era disciplinata dal diritto consuetudinario e dalla Quarta Convenzione dell'Aia intitolata Le leggi e gli usi di guerra terrestre (1907), specie dagli articoli 25-29. Tale normativa è stata poi integrata dai Protocolli aggiuntivi alle Convenzioni di Ginevra del 12 agosto 1949, ed inerenti alla protezione delle vittime di conflitti armati internazionali e non internazionali. A volte la distinzione e la proporzionalità, come nel caso dei canadesi ad Ortona, fanno sì che gli attaccanti si astengano dall'uso di tutta la loro forza contro una città che vogliono conquistare. In altri casi, come nella battaglia di Stalingrado o in quella di Berlino, entrambi i contendenti presero in considerazione l'evacuazione dei civili solo per giudicarla poco pratica. Quando le forze russe attaccarono Groznyj nel 1999, vi fu un diffuso ricorso all'artiglieria. L'esercito russo risolse — a suo modo — la questione delle potenziali vittime civili avvisando gli abitanti che stava per sferrare un attacco radicale su Groznyj e di conseguenza richiedendo a tutti i civili di lasciare la città prima che iniziasse il bombardamento di artiglieria.
Il combattimento in città può offrire vantaggi a difensori più deboli di chi li attacca, e segnatamente a formazioni di guerriglieri. L'esercito attaccante deve fare i conti con problemi a tre dimensioni piuttosto che a due, e di conseguenza dissipare maggiori risorse umane per rendere sicura una miriade di strutture (le strutture in calcestruzzo armato possono essere abbattute da bombardamenti pesanti, ma è molto difficile demolire totalmente un edificio di tal fatta se è ben difeso), e montagne di macerie. Come esempi di problemi di questo tipo rammenteremo i combattimenti per la fabbrica "Ottobre Rosso" durante la battaglia di Stalingrado, e la coeva battaglia di Berlino, in cui — malgrado l'impiego spregiudicato "ad alzo zero" di artiglieria pesante, come gli obici da 203 mm, — l'Armata rossa dovette combattere casa per casa per arrivare ad impadronirsi del Reichstag. È pure difficile distruggere strutture sotterranee o fortificate pesantemente quali bunker o tunnel creati per scopo tattico. Ad esempio, nella battaglia di Budapest (1944), il combattimento ebbe come teatro i condotti fognari, impiegati per i movimenti delle truppe sia dall'Asse sia dai sovietici.

## Tattica

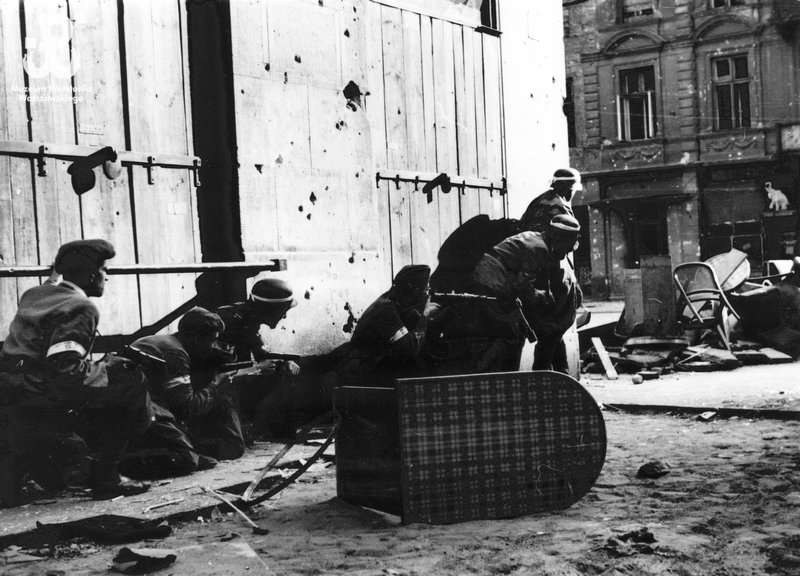
Elementi dell'Armia Krajowa assaltano un edificio fortificato nel cuore di Varsavia durante la rivolta di Varsavia avvenuta nel 1944.

Tipicamente, in una città qualunque ritroviamo alte costruzioni, anguste intercapedini tra alcuni fabbricati, condotti fognari; non di rado vi è un sistema di metropolitana. Chi si difende ha spesso il vantaggio di conoscere a menadito il "campo di gioco", a volte persino di particolari topografici che non figurano nelle mappe dei luoghi. Gli edifici possono trasformarsi in eccellenti postazioni da cecchino, mentre vicoli e strade ingombre di macerie sono ideali per "seminare" trappole esplosive.
I difensori possono spostarsi da una parte all'altra della città senza essere scoperti usando gallerie e tendendo imboscate.
Gli attaccanti, invece, tendono ad essere più esposti dei difensori poiché devono usare più spesso le strade aperte, non avendo la stessa dimestichezza che hanno i difensori con le vie segrete e nascoste.
Durante una ricerca casa per casa l'attaccante è spesso anche esposto sulle strade.

### Battaglia di Berlino
Un gruppo di combattimento sovietico era un'unità interforze di circa ottanta uomini, suddiviso in gruppi d'assalto di sei-otto elementi, che si avvaleva del supporto ravvicinato di artiglieria campale. Si trattava di unità in grado di mettere in pratica le tecniche di combattimento porta a porta che i sovietici avevano dovuto sviluppare ed affinare per superare ciascuna festung stadt (città-fortezza, in lingua tedesca) disseminata sul percorso da Stalingrado a Berlino.

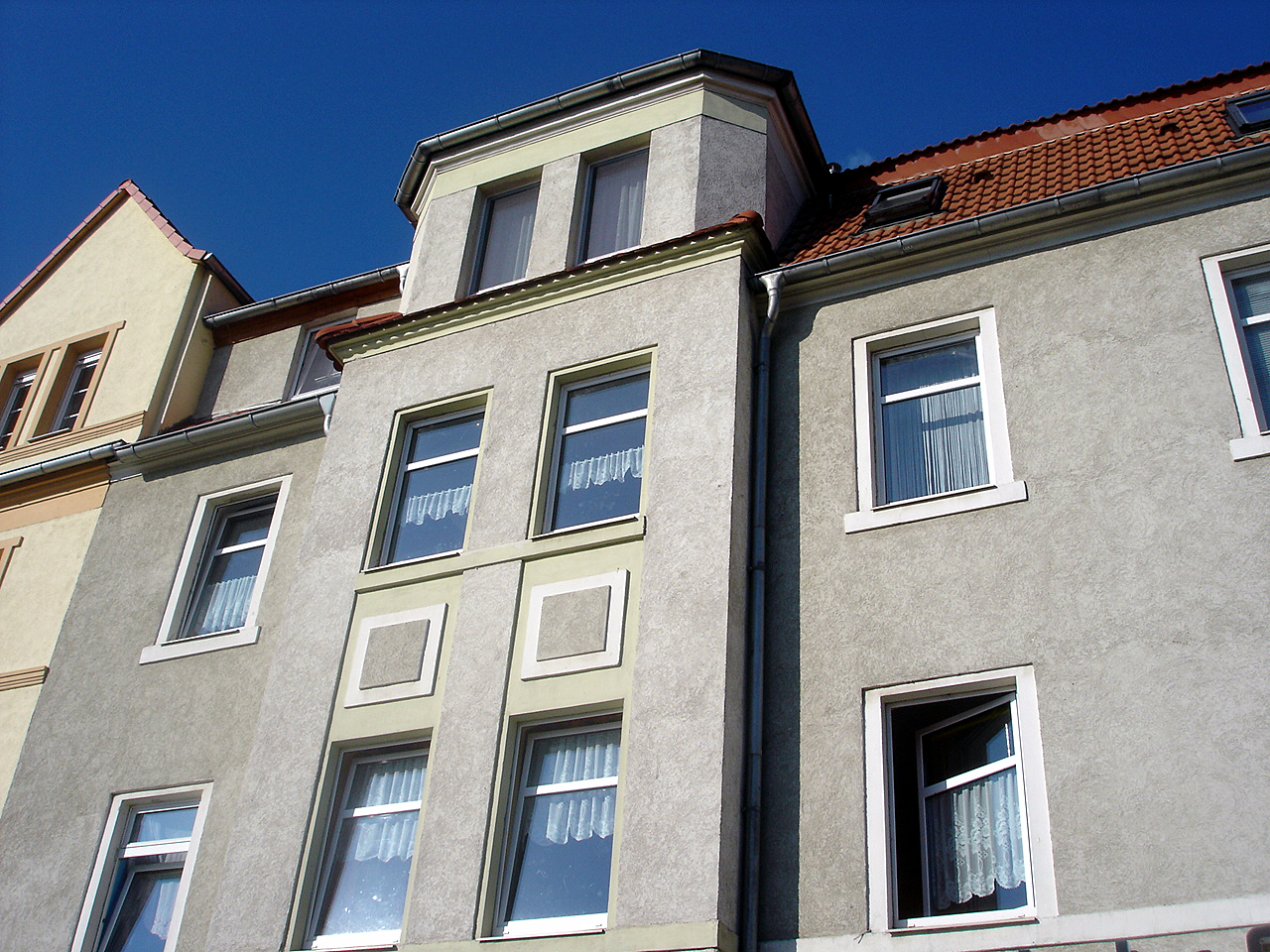
Architettura di un tipico condominio nord-europeo.

La tattica prescelta dai tedeschi per la battaglia urbana di Berlino era dettata da tre considerazioni. In dettaglio: l'esperienza da loro acquisita in cinque anni di guerra; le caratteristiche morfologiche di Berlino; la tattica impiegata dai sovietici. I quartieri centrali di Berlino consistono per lo più di isolati urbani con ampie strade diritte, parecchie vie d'acqua, giardini ed ampi scali di smistamento ferroviario. È un territorio pianeggiante, ma include qualche collinetta come il Kreuzberg, che quota 66 metri sul livello del mare. Molte abitazioni consistevano di condominii di appartamenti costruiti nella seconda metà del '800, che per lo più — grazie a piani regolatori e penuria di ascensori — non superavano il quinto piano ed incorniciavano un cortile collegato alla strada principale per mezzo di un vicolo in cui a stento poteva transitare un cavallo con un carretto al traino, ed in tempi più recenti i camioncini usati per distribuire il carbone da riscaldamento. Spesso addirittura tali sistemi cortile/condominio erano replicati serialmente uno dietro l'altro, e di conseguenza i cortili più lontani dalla strada erano a loro volta interconnessi con sottoportici formanti una sorta di galleria "al piano campagna". Gli appartamenti più spaziosi e di pregio prospettavano sulla via principale, mentre le unità immobiliari più modeste erano dislocate (com'è facile immaginare) nei cortili più "interni" (ovvero, quelli più lontani dalla via maestra, collegati dai descritti cunicoli).
Se i sovietici avevano imparato molto sulla guerra urbana, i tedeschi non erano da meno. Le Waffen-SS non ricorrevano a barricate improvvisate erette in prossimità degli angoli delle strade: sarebbero state spazzate dal fuoco dell'artiglieria che si giovava di ampio campo visivo per colpire da gran distanza. Preferivano invece disporre tiratori scelti e mitragliatrici ai piani superiori e/o sui tetti, poiché i carri sovietici non potevano far sparare le rispettive bocche da fuoco ad un angolo di alzo sufficientemente elevato; tiratori di Panzerfaust attendevano al varco quei medesimi carri per "pugnalarli" a sorpresa dalle finestrelle di cantine, quando i cingolati si avventuravano nelle (apparentemente deserte) vie urbane. Con queste tecniche, rapidamente apprese, anche i ragazzini della gioventù hitleriana o i reduci della prima guerra mondiale (entrambi inquadrati nel Volkssturm) si rivelarono temibili e micidiali avversari dell'Armata Rossa.

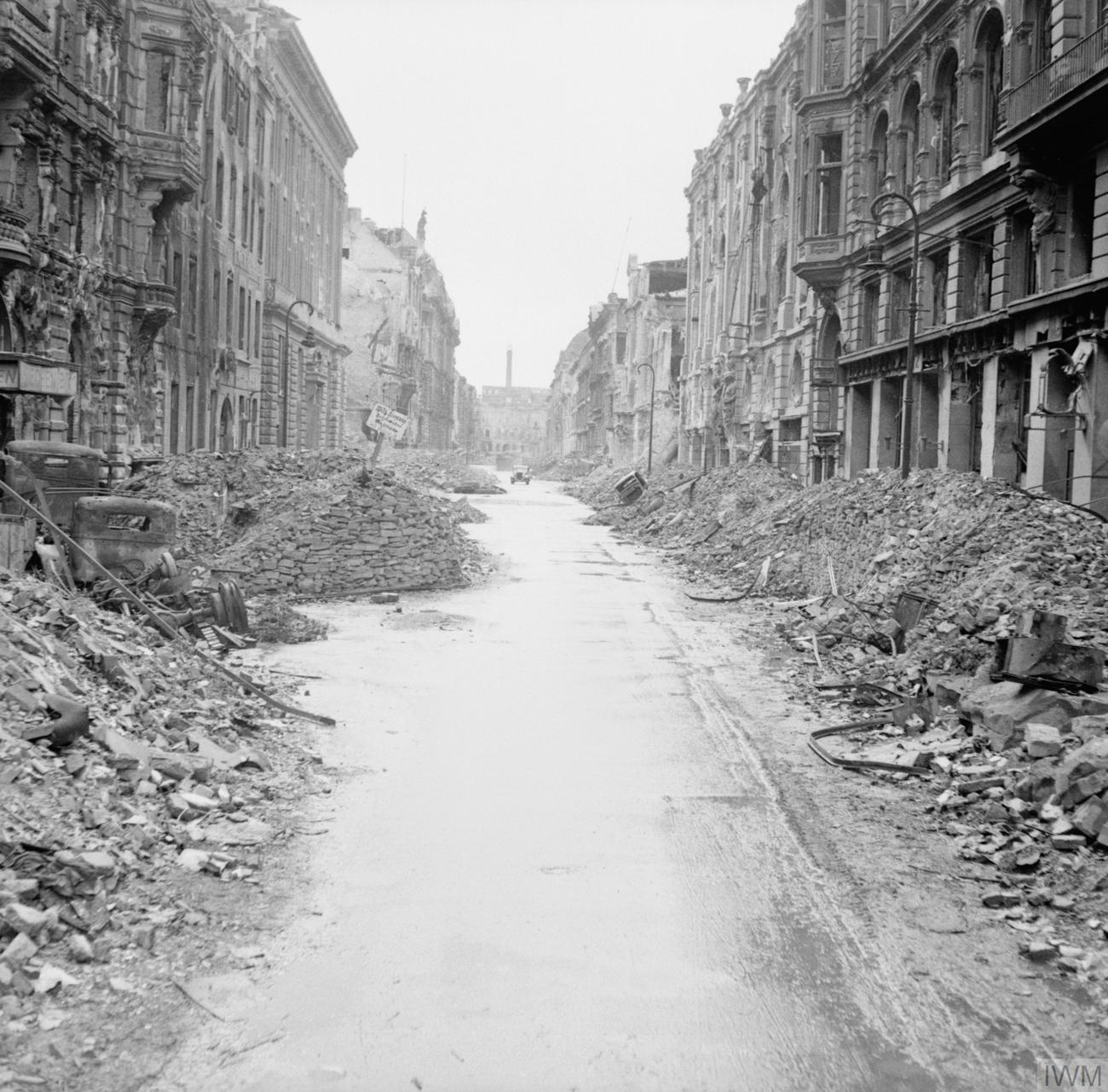
1945: una strada devastata a Berlino.

Per contrastare questo modo di combattere, i sovietici facevano salire sui carri dei tiratori di fucile mitragliatore che saturavano con il fuoco ogni uscio e finestra, ma questo implicava che un carro non potesse ruotare la propria torretta celermente. L'altra soluzione era affidarsi ad obici pesanti (152 mm e 203 mm) che battessero gli spazi ad ampia visuale per scardinare gli edifici difesi ed usare armi contraerei per eliminare i tiratori tedeschi appostati ai piani alti. I sovietici iniziarono a spostarsi da un edificio all'altro, invece di percorrere comunemente le strade. Si muovevano tra appartamenti e cantine sfondando muri di costruzioni adiacenti con cariche esplosive (per far ciò i sovietici utilizzavano i Panzerfaust tedeschi che trovavano abbandonati, quando erano ancora efficienti) mentre altri soldati combattevano dai tetti ed attraverso gli attici. Questa tattica sorprendeva i tedeschi appostati per tendere imboscate dai fianchi ai carri (come già descritto). Lanciafiamme e granate facevano un ottimo lavoro, ma — a causa della mancata evacuazione della popolazione berlinese — il loro impiego mieté inevitabilmente un gran numero di vittime civili.

### Prima guerra cecena
Durante la prima guerra di Cecenia (1994-1996) la maggioranza dei combattenti ceceni era stata addestrata nelle forze armate sovietiche. Erano suddivisi in gruppi di combattimento di 15-20 elementi, a loro volta ripartiti in squadre da 3-4. Ciascuna squadra comprendeva un tiratore controcarro, normalmente equipaggiato con un RPG-7 o RPG-18 di fabbricazione russa, un mitragliere ed un tiratore scelto.
La squadra era supportata da serventi per le munizioni ed assistenti di tiro.
Per distruggere i mezzi corazzati russi a Grozny, si dispiegavano cinque o sei squadre di "cacciatori di carri - killer di uomini" al piano terra, ai secondi e terzi piani, e negli scantinati. Tiratori scelti e mitraglieri neutralizzavano la fanteria d'appoggio, mentre gli operatori controcarro si occupavano dei loro bersagli, mirando alla parte alta, al posteriore ed ai fianchi dei veicoli blindati.
Inizialmente i russi furono colti di sorpresa, e le loro colonne corazzate — che si pensava avrebbero conquistato la città facilmente come avevano fatto a Budapest nel 1956 — subirono gravi perdite, nel corso di combattimenti che ricordavano la battaglia di Budapest svoltasi alla fine del 1944.
Come i loro progenitori a Berlino, come misura a breve termine misero in campo armi controcarri semoventi (ZSU-23-4 Shilka e 2S6 Tunguska) perché la bocca da fuoco principale dei loro carri armati non aveva escursione in rilevamento (verticale) sufficiente a battere con il tiro i gruppi di fuoco guerriglieri, mentre d'altro canto la mitragliatrice di bordo di tali mezzi non avrebbe potuto "spazzare" simultaneamente una mezza dozzina di gruppi di fuoco che agivano da altrettante posizioni differenti. Nel lungo periodo i russi impiegarono più fanteria ed iniziarono un'avanzata sistematica nella città, casa per casa ed isolato per isolato con la fanteria appiedata che fiancheggiava nel movimento i carri, preservandoli dagli agguati. Evolvendosi in quella che — con un gergo economico-industriale — potrebbe definirsi un'attitudine "proattiva", i russi iniziarono a loro volta ad istituire propri punti d'imboscata, e poi a muoversi in tali direzioni al preciso scopo di attirarvi i gruppi di combattimento ceceni, che così sarebbero potuti cadere vittime della loro stessa tattica elettiva.
Come gli equipaggi dei carri sovietici a Berlino nel 1945 impiegavano reti da letto per ridurre i danni che i colpi di Panzerfaust potevano arrecare alle loro torrette, così alcuni carri russi adottarono presto gabbie protettive di filo di ferro (entrambe le soluzioni tendono a far esplodere il proiettile anticarro anticipatamente, senza che attinga in pieno il suo bersaglio) che arrivavano ad espandere fittiziamente di 25–30 cm la sagoma degli scafi corazzati, per sconfiggere la minaccia portata dalle cariche cave degli RPG ceceni.

## Combattimento ravvicinato

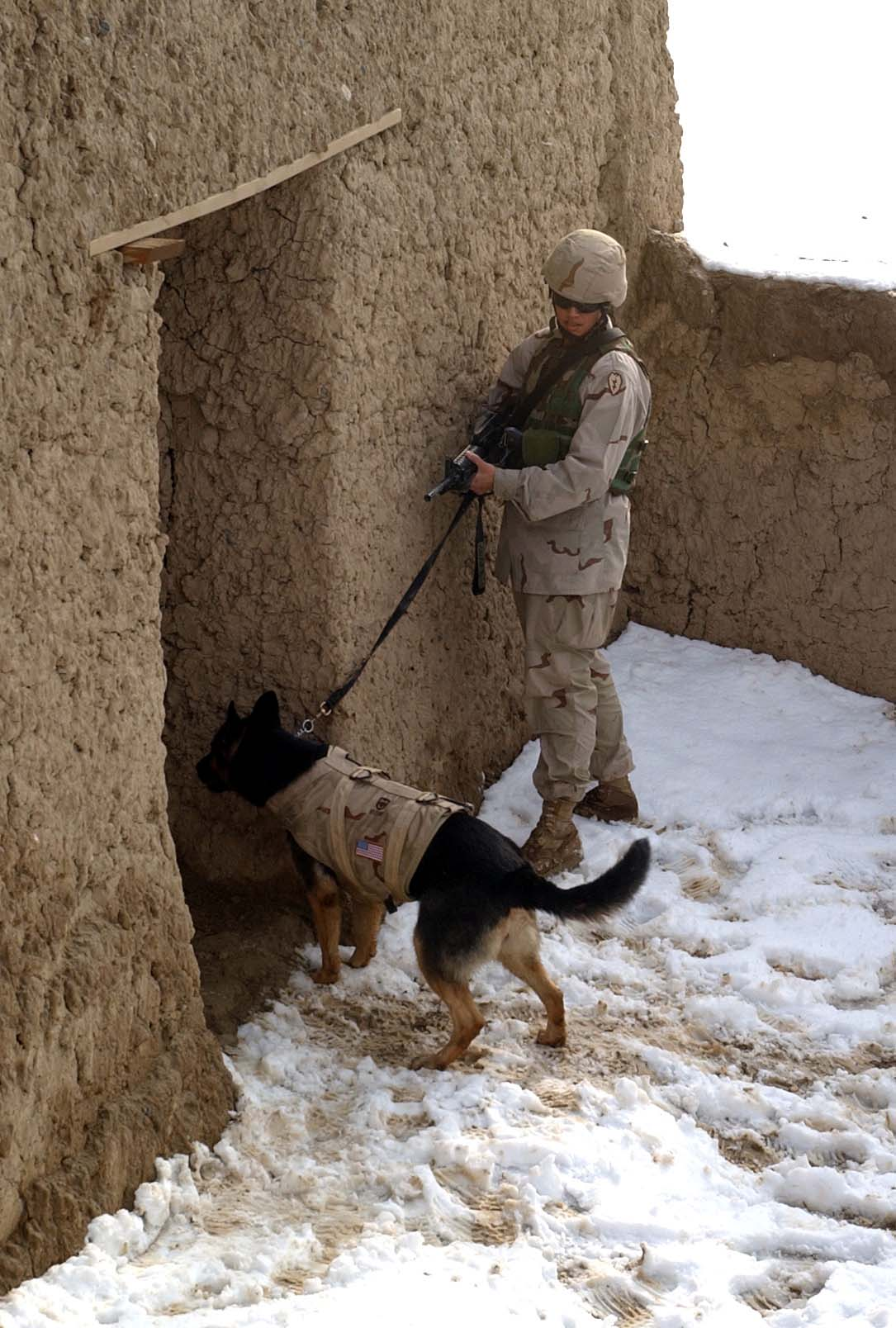
Bagram, Afghanistan, 25 febbraio 2005. Una sottufficiale della polizia militare USA, con il suo cane poliziotto, durante l'addestramento alle operazioni in abitati. Sia la donna sia l'animale (una femmina di nome Hanna) indossano abbigliamento antiproiettile.

Il termine combattimento ravvicinato si riferisce ai metodi di combattimento in edifici, strade, vicoli ed altri luoghi soggetti a limitazioni di visibilità e di manovra.

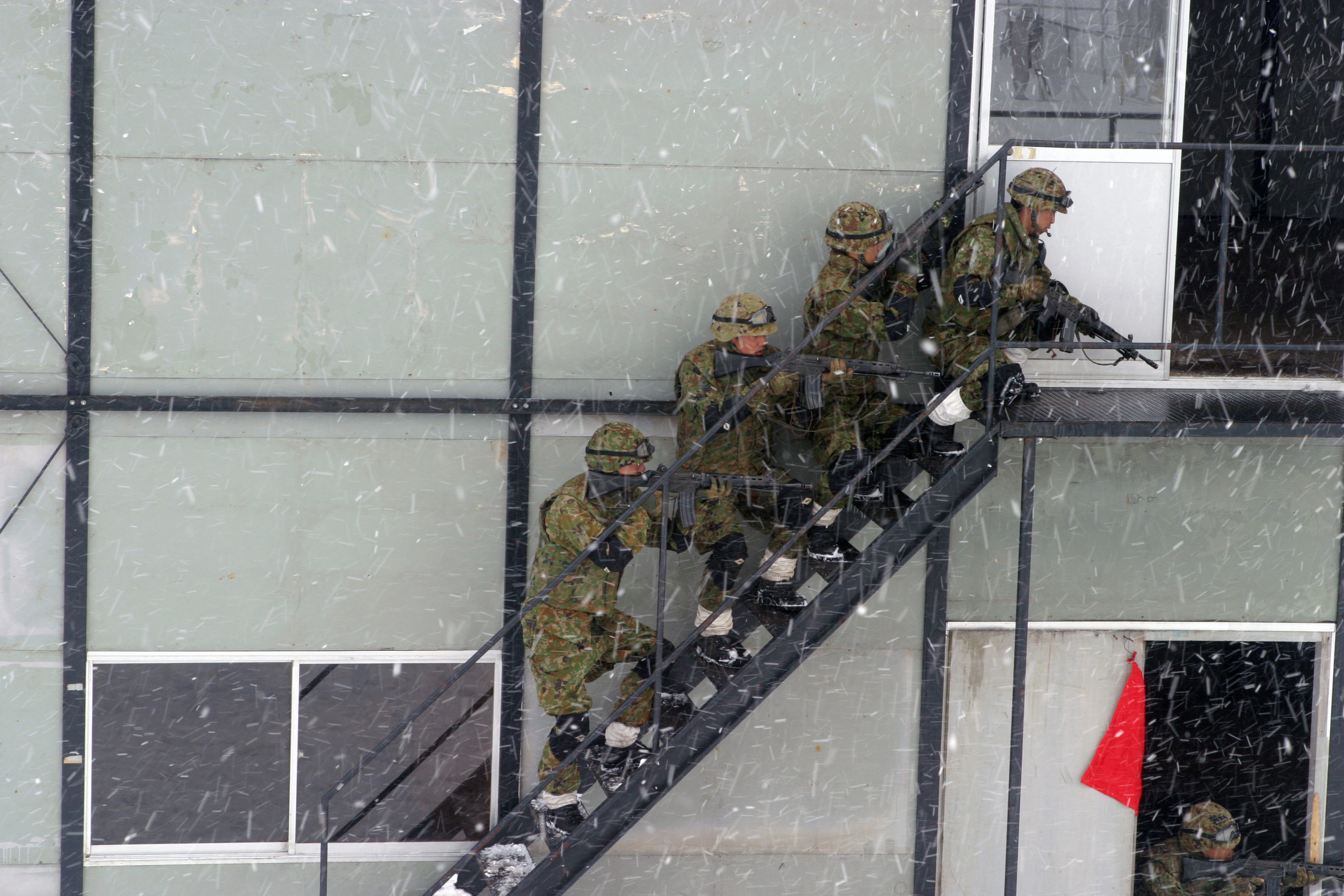
Soldati giapponesi si addestrano alla guerra urbana nel corso dell'esercitazione FOREST LIGHT 2004.

Sia l'espressione inglese close-quarters-battle (CQB) sia l'analoga urban operations (UO) sono legate alla guerra urbana, ma quest'ultima si riferisce prevalentemente agli aspetti di macromanagement (ossia invio di truppe, impiego di mezzi corazzati, gestione della battaglia), mentre la CQB attiene ad aspetti "micro", del tipo: come una squadra di fanti dovrebbe combattere in ambienti cittadini e/o dentro costruzioni per raggiungere il proprio obiettivo con le minime perdite umane.
Come dottrina, la CQB si occupa di argomenti quali:
- armamento/munizionamento più consoni al tipo di missione
- accessori speciali, quali abbigliamento antiproiettile e visori notturni
- esplosivi "dedicati"
- standardizzazione di procedure e relativo addestramento per compiti come impegnare il nemico, mettere in sicurezza un'area, "bonificare" una stanza e così via
- manovre di squadra
- metodi e tattiche in genere.

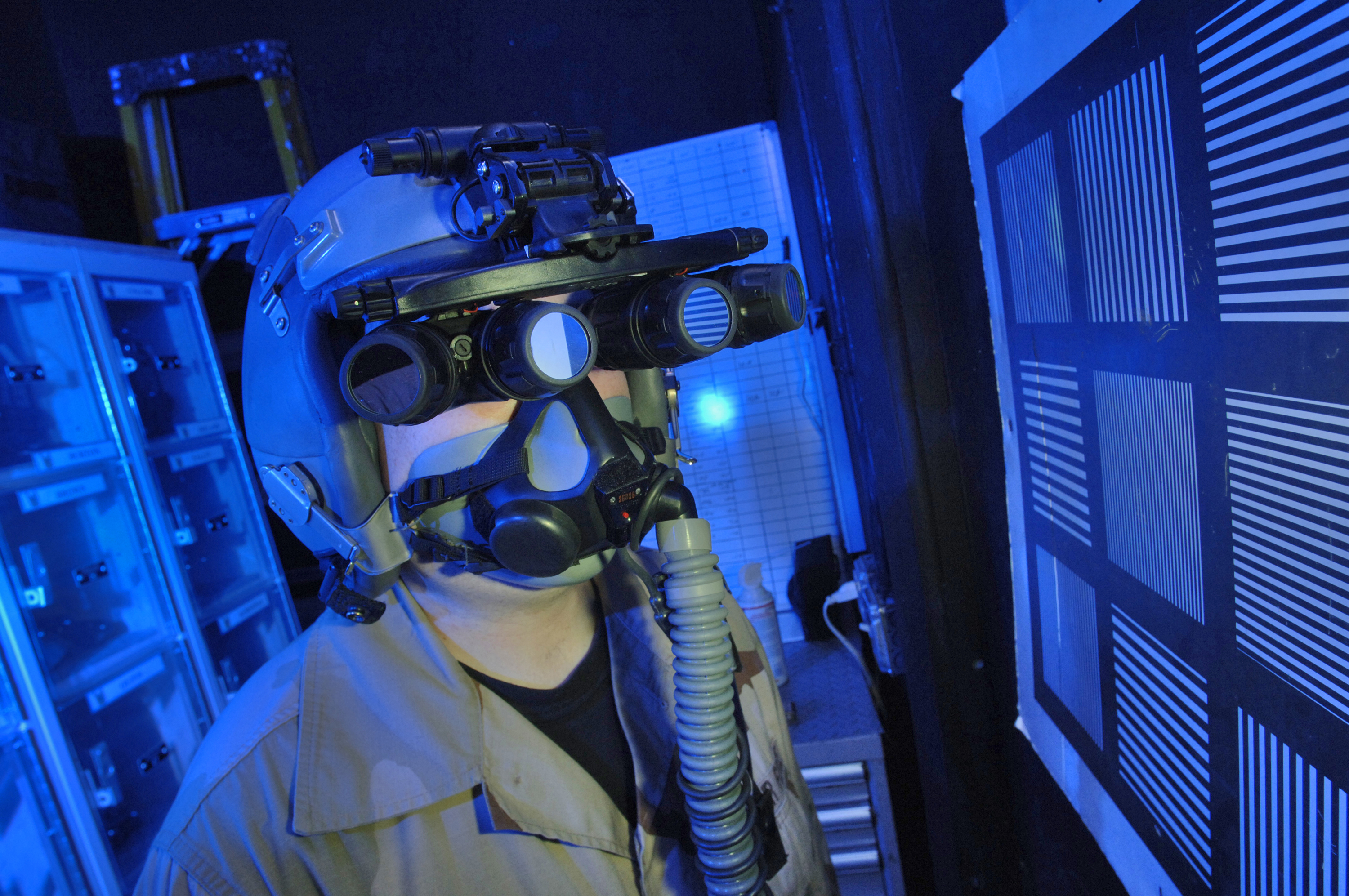
Visore notturno panoramico durante un collaudo

È opportuno notare come la dottrina militare CQB differisca in modo ovvio e sostanziale dalla corrispondente dottrina di polizia, soprattutto per il fatto che le forze armate generalmente operano in un contesto ostile, laddove, al contrario, le forze di polizia lavorano circondate da una popolazione civile "domestica" che istituzionalmente debbono proteggere, con tutte le comprensibili implicazioni delle due opposte situazioni.
Gli eserciti che sono chiamati spesso ad eseguire operazioni di guerra urbana, naturalmente, si preoccupano di conferire una specifica formazione nelle dottrine CQB ad una parte preponderante della loro fanteria.